# Моніка Фрассоні
Моніка Фрассоні (італ. Monica Frassoni, нар. 10 вересня, 1963, Веракрус, Мексика) — італійська політична діячка, депутатка Європейського парламенту з 1999 до 2009 року (Північно-Західний округ Італії).

## Біографія
Моніка Фрассоні народилася 10 вересня 1963 року в місті Веракрус (Мексика). У 1989 році закінчила факультет політології в університеті Флоренції. Вона є членкинею Федерації зелених Італії, яка входить до Європейської партії зелених. До 2009 року разом з Даніелем Кон-Бендітом була головою фракції Європейського парламенту Зелені — Європейський вільний альянс. Перед тим, як стати депутаткою Європарламенту від бельгійської партії зелених Еколо, вона з 1990 до 1999 року працювала радницею фракції зелених у Європарламенті. У парламенті входила до комітету юстиції. На виборах до Європейського парламенту у 2009 році не набрала достатньої кількості голосів, аби пройти знову.
У жовтні 2009 року стала співголовою Європейської партії зелених (разом з Філіппом Ламбертсом).